# Julius Pomponius Laetus

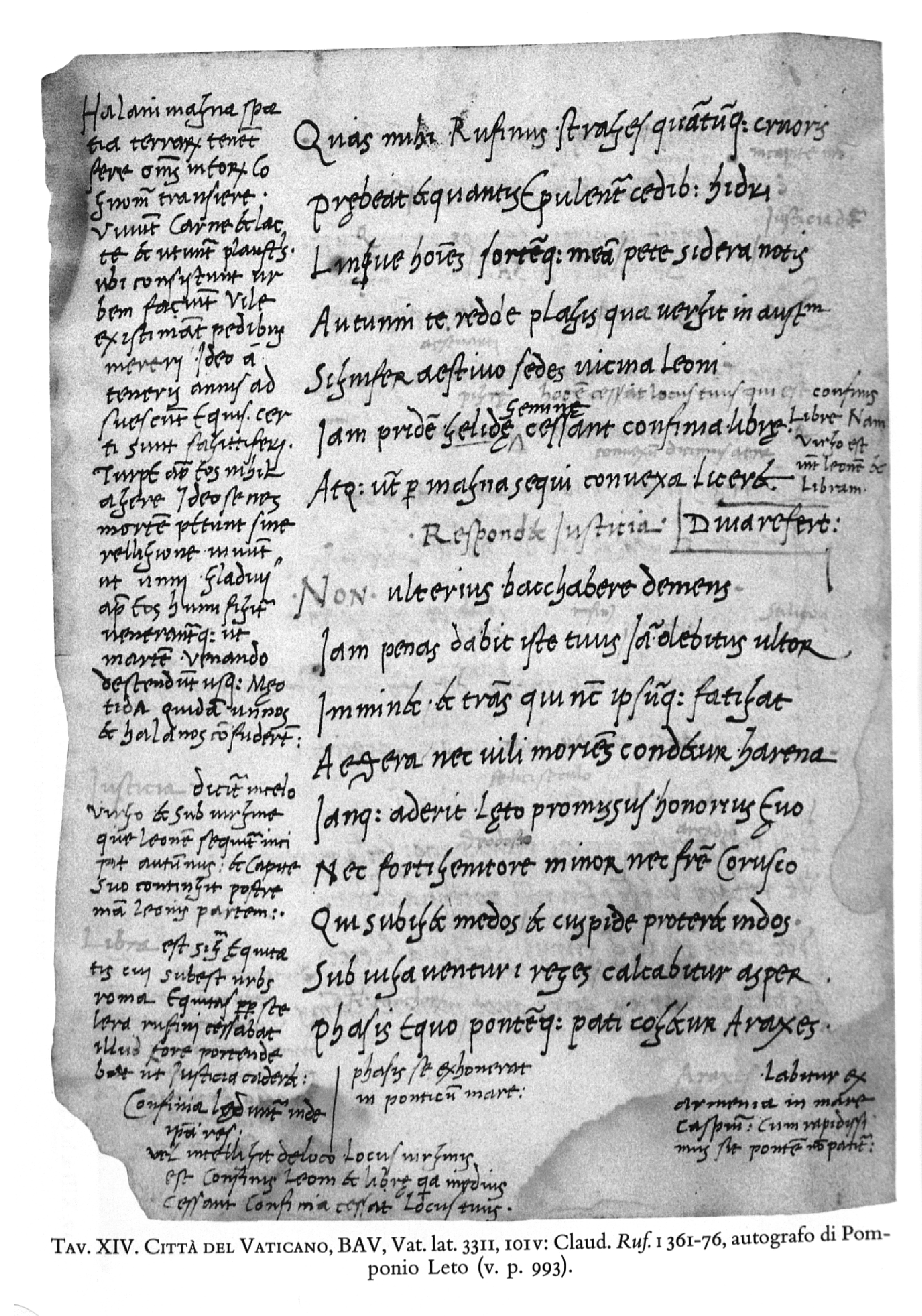
Seite aus einer von Pomponius eigenhändig geschriebenen Handschrift (Claudian, In Rufinum mit Kommentar des Pomponius)

Julius Pomponius Laetus (* 1428 in Diano [heute Teggiano], Provinz Salerno; † wahrscheinlich 9. Juni 1498 in Rom; italienisch Giulio Pomponio Leto) war ein einflussreicher italienischer Humanist. Er gründete eine Gemeinschaft von Gelehrten, die ein lockerer Kreis seiner humanistischen Freunde und Schüler war und altertumswissenschaftliche Studien trieb. Später wurde für diese Gemeinschaft die Bezeichnung Accademia Romana gebräuchlich.
Die Forschungen des Pomponius zur Topographie des antiken Rom waren wegweisend. Auf dem Gebiet der Klassischen Philologie gehörte er als Herausgeber und Kommentator zu den maßgeblichen Gelehrten seiner Zeit. Als Hochschullehrer zeigte er eine außergewöhnliche Befähigung, seine zahlreichen Schüler für die Altertumswissenschaft zu begeistern.
Großes Aufsehen erregte der Konflikt zwischen der Gemeinschaft des Pomponius und Papst Paul II. Der Papst verdächtigte die Humanisten der Häresie (Ketzerei) und einer Verschwörung gegen seine Herrschaft. Die Verdächtigen, darunter Pomponius, wurden zeitweilig eingekerkert. Nach einem Jahr wurde Pomponius freigelassen, da sich der Verdacht nicht erhärtete.

## Leben

### Herkunft und Jugend
Pomponius war ein unehelicher Sohn des Grafen von Marsico Giovanni Sanseverino aus einem alten, berühmten Adelsgeschlecht normannischen Ursprungs. Seine Kindheit und Jugend verbrachte er auf dem Schloss seines Vaters in Diano. Am 19. Dezember 1444 starb der Graf. Er hinterließ ein Testament, in dem er den unehelichen Sohn nicht erwähnte. Pomponius befand sich nun in einer prekären Situation, denn seine Stiefmutter war ihm feindlich gesinnt. Um die Mitte des Jahrhunderts verließ er seine Heimat im Königreich Neapel und ging nach Rom, wo er sich dauerhaft niederließ. Von seiner Familie distanzierte er sich einer Anekdote zufolge schroff. Aus Begeisterung für die Antike verwendete er statt seines italienischen Namens die lateinische Form Julius Pomponius mit dem Zusatz Laetus („der Fröhliche“).

### Studium und erste Phase der Lehrtätigkeit
In Rom studierte Pomponius Rhetorik bei dem berühmten Humanisten Lorenzo Valla und dessen Nachfolger Pietro Odi (Oddi) da Montopoli. Nach Odis Tod (1462/63) erlangte er dessen Rhetoriklehrstuhl an der Universität, dem studium urbis. Neben seiner dortigen Lehrtätigkeit hielt er private Vorlesungen, die anscheinend besser besucht waren als die universitären. Sein Konzept war das einer umfassenden historisch-philologischen Altertumswissenschaft, die das textkritische Studium der antiken Quellen mit dem der archäologischen Stätten und Funde verband. Eifrig war er bestrebt, die Angaben der antiken Autoren mit den archäologischen Befunden zu vergleichen und die historischen Schauplätze zu identifizieren. Er regte auch seine Studenten zu solchen Bemühungen an. Spätere Forschung hat zwar viele seiner Identifizierungen verworfen, aber seine Rolle als Pionier gewürdigt. Seine am Morgen gehaltene Vorlesung soll so überfüllt gewesen sein, dass Hörer sich schon um Mitternacht einstellten, um ihre Plätze zu sichern. Viele fanden keinen Einlass. Sein Gehalt stieg von 150 römischen Gulden im Jahr 1474 auf 300 Gulden (für 1496 bezeugt); es ermöglichte ihm den Besitz zweier Häuser auf dem Quirinal.
Als Humanist fasste er die römische Antike nicht als bloßes Objekt distanzierter Neugier und Gelehrsamkeit auf, sondern als „klassisches“ Vorbild für die Gegenwart und konkret für die eigene Lebensführung. Er war für seine einfache, frugale Lebensweise bekannt. Eifrig sammelte er Antiquitäten. Sein Haus wurde zum Mittelpunkt eines Kreises von Freunden und Schülern, die seine Begeisterung teilten. Sie verwendeten griechische oder lateinische Pseudonyme und bildeten eine literarische Gemeinschaft (sodalitas litteratorum). Man traf sich zu Diskussionen über philologische und historische Themen und zum Vortragen eigener lateinischer Gedichte und Reden und führte Komödien von Plautus und Terenz sowie humanistische Stücke auf. Die Gruppe beschäftigte sich nicht nur mit Literatur und Architektur, Religions- und Verwaltungsgeschichte, sondern auch mit dem Alltagsleben im antiken Rom (Kochkunst, Gärtnerei).
Diese Gelehrtengemeinschaft wurde erst später unter dem Namen Academia Romana bekannt, den Begriff Akademie pflegte man zu Pomponius’ Zeit gewöhnlich für die Universität (das Studium Urbis) zu verwenden. Man nannte die Gelehrtengemeinschaft später auch nach ihrem Gründer Academia Pomponiana, um sie von anderen römischen Akademien zu unterscheiden. Prominente Akademieangehörige waren Bartolomeo Platina und Filippo Buonaccorsi (Pseudonym: Callimachus Experiens). Die Akademie war ein lockerer Kreis, sie verfügte nicht über eigene Räume und Einrichtungen.

### Aufenthalt in Venedig und Haft
1467 verließ Pomponius Rom in der Absicht, sich im Osmanischen Reich Griechisch- und Arabischkenntnisse anzueignen, und begab sich zunächst nach Venedig. Dort erteilte er Privatunterricht an zwei Söhne vornehmer Familien. Er schloss Freundschaft mit seinen beiden Schülern, die ihn überschwänglich verehrten. Einer von ihnen war der junge Bruder von Cecilia Contarini, die mit Giovanni Tron, einem Sohn des Dogen Niccolò Tron, verheiratet war. In Gedichten verherrlichte Pomponius seinen jungen Freund. Die nach seinen eigenen Angaben intensiven Beziehungen zu seinen Schülern brachten ihm eine Anklage wegen „Sodomie“ (Homosexualität) ein. Darauf stand in Venedig die Todesstrafe, die oft auf dem Scheiterhaufen vollzogen wurde. Pomponius wurde verhaftet. Sein freundschaftliches Verhältnis zur Familie Tron wurde dadurch aber nicht beeinträchtigt.
Es kam jedoch nicht zu einem Prozess in Venedig, sondern der Angeklagte wurde im März 1468 nach Rom ausgeliefert, wo in einer anderen Angelegenheit gegen ihn ermittelt wurde. In Rom war in seiner Abwesenheit ein schwerer Konflikt zwischen der Akademie und Papst Paul II. ausgebrochen. Paul war der Akademie nicht wohlgesinnt und war von Platina scharf provoziert worden. Der Konflikt eskalierte, als die Akademiker im Februar 1468 beschuldigt wurden, eine Verschwörung zur Ermordung des Papstes und zur Einführung einer republikanischen Verfassung unternommen zu haben. Solche Bestrebungen, deren Vertreter sich auf die Größe und Freiheit der antiken römischen Republik beriefen, hatten in Rom schon seit dem 12. Jahrhundert (Arnold von Brescia) Anhänger und waren aus der Sicht der Päpste eine direkte Bedrohung ihrer weltlichen Macht über die Stadt. Auch unter Pauls Vorgängern, den Päpsten Nikolaus V. (1447–1455) und Pius II. (1458–1464), waren derartige Verschwörer und Aufrührer aufgetreten. Daher ging Paul mit Härte vor. Die Akademie wurde aufgelöst und eine Gruppe von Humanisten, darunter Pomponius, in der Engelsburg eingekerkert. Pomponius durfte aber in der Haftzeit wissenschaftlich arbeiten. Die Hauptverdächtigen – zu denen er nicht gehörte – wurden gefoltert.
Ob es nur zu Ermittlungen oder auch zu einem förmlichen Gerichtsverfahren kam, ist unklar. Die fünf Beschuldigungen gegen Pomponius waren: Beteiligung an der Verschwörung, Häresie, Majestätsbeleidigung des Papstes, respektlose Äußerungen über die Priester und Sodomie. Die wichtigsten Vorwürfe waren Verschwörung und Häresie. Im Lauf der Ermittlungen erwies sich der Verschwörungsverdacht bald als unbegründet, worauf einige Gefangene freigelassen wurden. Die meisten mussten jedoch in der Engelsburg bleiben, da der Vorwurf der Ketzerei noch zu klären war. Sie fanden aber einflussreiche Fürsprecher (darunter Kardinal Bessarion) und wurden mild behandelt, nachdem sich herausgestellt hatte, dass sie politisch harmlos waren. Pomponius, für den sich auch Giovanni Tron eingesetzt hatte, wurde im März oder April 1469 freigelassen, und der Papst ließ ihm ebenso wie anderen Beschuldigten bei der Entlassung eine finanzielle Unterstützung zukommen. Bald erhielt er seinen Lehrstuhl zurück.
Die Beschuldigungen gegen die Akademiker entsprachen einem gängigen Schema; auch bei anderen Anklagen dieser Zeit wurde ein enger Zusammenhang zwischen Sodomie, sozialem Umsturz und Ketzerei hergestellt. Einer verbreiteten Sichtweise zufolge bestand zwischen diesen drei Handlungen ein innerer Zusammenhang; sie galten als widernatürlich und als charakteristisch für Personen, denen ihre moralischen Maßstäbe gänzlich abhandengekommen waren. Im Fall des Pomponius sprechen allerdings einige Indizien – insbesondere Gedichttexte – dafür, dass er tatsächlich homoerotisch veranlagt war und dass diese Neigung in seinem Umfeld auf Resonanz stieß. Eine Beziehung dieser Art unterhielt er anscheinend zur Zeit seiner Verhaftung mit dem knapp zwanzigjährigen Dichter Antonius Septimuleius Campanus (Antonio Settimuleio Campano), einem Akademieangehörigen, der unter den in der Engelsburg Eingekerkerten war und bald nach seiner Freilassung an den Folgen der Strapazen von Haft und Folter starb. Pomponius verfasste eine Inschrift für das Grab, in dem er neben seinem „unvergleichlichen Freund“ beigesetzt werden wollte.

### Rehabilitierung und zweite Phase der Lehrtätigkeit
Im Zuge seiner Rehabilitierung konnte Pomponius nicht nur seine Lehrtätigkeit wieder aufnehmen, sondern er erlangte auch nach dem Tod Pauls II. unter dem humanistenfreundlichen Papst Sixtus IV. die Erlaubnis zu einem Neubeginn der Akademie. Die „zweite Akademie“ nahm vorsichtshalber die Gestalt einer religiösen Gemeinschaft an. 1478 wurde sie mit päpstlicher Genehmigung formell institutionalisiert. Die Ausrichtung des Kreises änderte sich kaum. Im April feierte die Gruppe die Parilia (Palilia), ein antikes Fest zur Erinnerung an die Gründung Roms, und verband diese Feier oberflächlich mit dem Kult von drei Heiligen, deren Festtag der Parilientag war. Die Akademieangehörigen erkundeten (erstmals seit der Antike) die Katakomben und verewigten dort ihre Namen. Sie bezeichneten Pomponius (wohl scherzhaft) als Pontifex maximus.
Die Lehr- und Forschungstätigkeit des Pomponius in Rom wurde von zwei Reisen unterbrochen. Die erste (iter Scythicum) war eine ausgedehnte Studienreise, die ihn nach Deutschland und Osteuropa führte. Die Datierung ist umstritten, die Ansätze schwanken zwischen 1472 und 1480. Von Rom brach er nach Nürnberg auf, von dort wandte er sich nach Osten und erreichte schließlich das Schwarze Meer. Nachdem er Nordgriechenland aufgesucht hatte, hielt er sich auf der Rückreise in Regensburg auf. Die Aufzeichnungen (commentariola), die er auf dieser Reise anfertigte, sind verschollen. Das Ziel der zweiten Reise (iter Germanicum), die wohl im Winter 1482/1483 stattfand, war der Hof Kaiser Friedrichs III. Pomponius begab sich nach Deutschland, um vom Kaiser das Recht, Dichter zu krönen, zu erbitten. Dieses Recht war ursprünglich ein kaiserliches Monopol. Friedrich erfüllte den Wunsch des italienischen Humanisten. Damit erregte er das Missfallen des deutschen Humanisten Konrad Celtis, der diesen Schritt als unbegründete Preisgabe eines kaiserlichen Vorrechts beklagte. Fortan wurden in der römischen Gelehrtengemeinschaft Dichterkrönungen vorgenommen.
Pomponius missbilligte den Luxus der Kleriker. Eine geistliche Karriere oder eine Beschäftigung im kirchlichen Dienst hat er im Gegensatz zu vielen anderen Humanisten nie angestrebt. Er war verheiratet und hatte zwei Töchter, Nigella und Fulvia. Nigella unterstützte ihn bei der philologischen Arbeit.

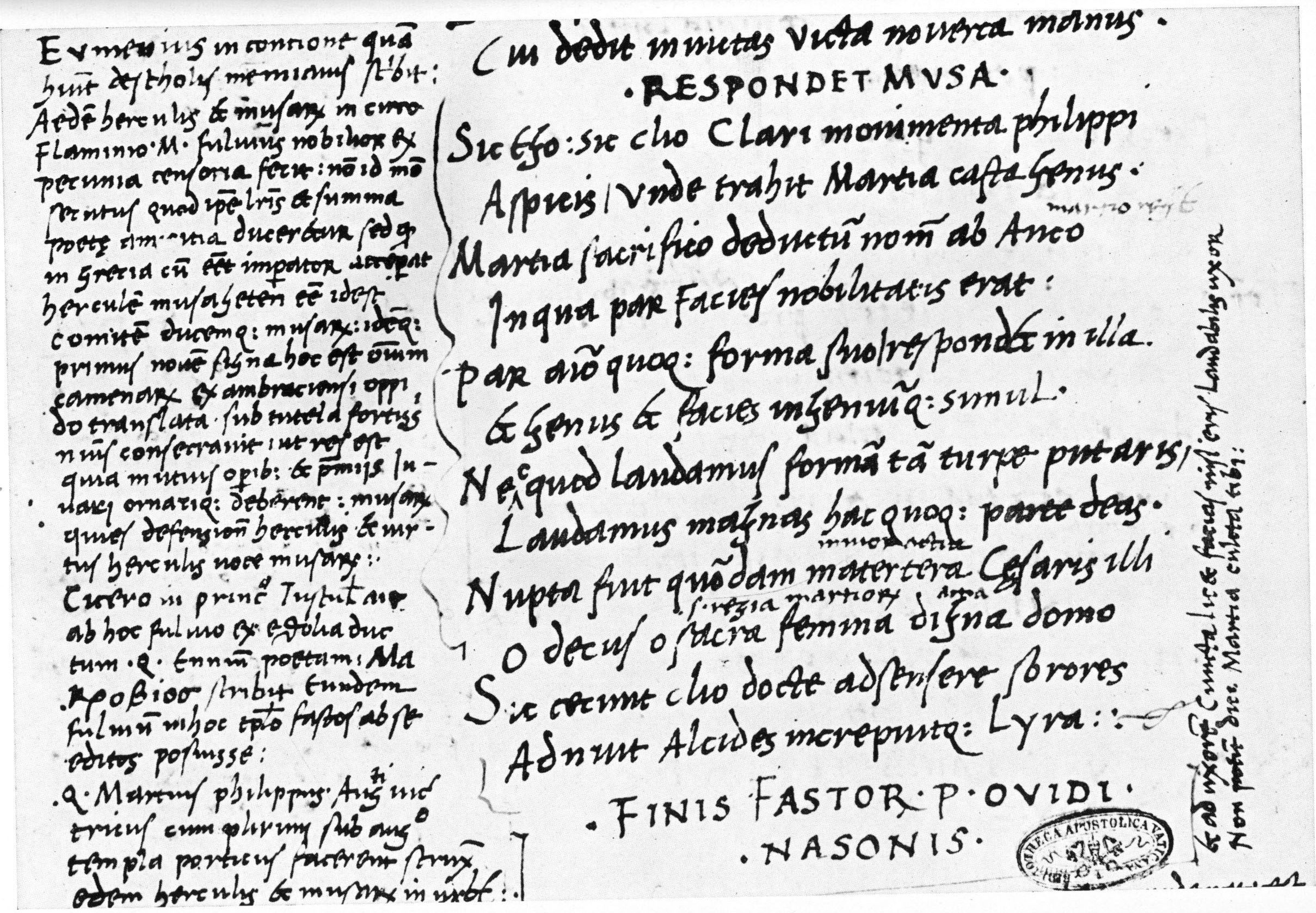
Ovids Fasti in einer von Pomponius angefertigten Handschrift. Rom, Biblioteca Apostolica Vaticana, Vat. Lat. 3263, fol. 119v

Eine wichtige Rolle spielte Pomponius bei der Verbreitung der humanistischen Schrift. Er bevorzugte die von Niccolò Niccoli in den zwanziger Jahren des 15. Jahrhunderts geschaffene humanistische Kursive, die er geringfügig abwandelte. Die Schrift, die er ab 1470 verwendete, ist aus einer Reihe von Autographen und Marginalien bekannt. Sie wurde von seinen Schülern nachgeahmt und beeinflusste auch Korrespondenzpartner wie Angelo Poliziano.
Zu den Schülern des Pomponius zählten Alessandro Farnese (der künftige Papst Paul III.), Ermolao Barbaro der Jüngere, der bedeutende Archäologe Andrea Fulvio, Pietro Marso und Marcantonio Sabellico. Ferner besuchten seinen Unterricht auch Johannes Reuchlin, Konrad Peutinger, Jacopo Sannazaro, Giovanni Pontano und Girolamo Balbi (Hieronymus Balbus, später Bischof von Gurk). Schließlich war sein Ansehen so groß, dass an seinem Begräbnis vierzig Bischöfe teilnahmen, obwohl er zeitlebens nie durch christlichen Eifer aufgefallen war. Er wurde in der Kirche San Salvatore in Lauro beigesetzt.

## Werke
- Eine in mehreren Fassungen – darunter eine Versfassung – überlieferte lateinische Grammatik (1484 in Venedig gedruckt). Sie war für Schulkinder bestimmt.[21] Zwei weitere grammatische Schriften, die anonym überliefert sind, scheinen ebenfalls von Pomponius zu stammen.[22]
- Eine Schrift über die Ämter und das Justizwesen der Römer (De Romanorum magistratibus, sacerdotiis, iurisperitis et legibus libellus), die weite Verbreitung erlangte.[23]
- Caesares, auch betitelt Romanae historiae compendium ab interitu Gordiani Iunioris usque ad Iustinum tertium („Abriss der römischen Geschichte vom Tod Gordians des Jüngeren bis zu Justin III.“), ein Spätwerk, das Pomponius kurz vor seinem Tod schrieb und dem späteren Kardinal Francisco de Borja widmete (1499 in Venedig erstmals gedruckt). Es handelt von den römischen und byzantinischen Kaisern des Zeitraums von 244 bis zum Ende des 7. Jahrhunderts (von Philippus Arabs bis Justinian II., den Pomponius irrig Justin III. nennt). Pomponius verwertete vor allem Material aus der Historia Augusta, dem Geschichtswerk des Johannes Zonaras und der Historia Romana des Paulus Diaconus; auch das Breviarium des Eutropius zog er heran. Das Werk fand im 16. und im 17. Jahrhundert viel Beachtung; es wurde mehrmals gedruckt und oft zitiert. 1549 erschien eine italienische Übersetzung von Francesco Baldelli.[24]
- Die in der Haft in der Engelsburg verfasste Verteidigungsschrift Defensio in carceribus („Verteidigung im Kerker“).[25]
- Eine von einem Schüler des Pomponius aufgezeichnete Führung durch die antiken Stätten Roms[26] (Excerpta a Pomponio dum inter ambulandum cuidam domino ultramontano reliquias ac ruinas Urbis ostenderet; eine verderbte Fassung trägt in frühen Drucken den Titel De antiquitatibus urbis Romae libellus oder De Romanae urbis vetustate). Gedruckt wurde diese Schrift erst 1510; eine italienische Übersetzung erschien 1550 in Venedig.
- Eine Überarbeitung einer Liste von römischen Sehenswürdigkeiten (De regionibus et Urbis vetustatibus descriptio).
- Lebensbeschreibungen einiger antiker Autoren: Vergil (De vita P. Virgilii Maronis succincta collectio), Lukan (der 1469 erschienenen Erstausgabe der Werke Lukans vorangestellt), Lukrez, Sallust (1490 gedruckt),[27] Statius und Varro.
- Gedichte, darunter Stationes Romanae quadragesimali ieiunio (Distichen über die römischen Kirchen, die von Pilgern in der Fastenzeit aufgesucht werden; zwei Fassungen sind erhalten).

Kommentare
- Ein Kommentar zu den Punica des Silius Italicus, der auch als Mitschrift eines Studenten aus Pomponius’ Unterricht überliefert ist.[28]
- Ein Kommentar zu Sallusts Bellum Iugurthinum, als Mitschrift eines Studenten aus Pomponius’ Unterricht überliefert.[29]
- Ein Kommentar zur Germania des Tacitus, als Mitschrift eines Studenten aus Pomponius’ Unterricht überliefert.[30]
- Ein Kommentar zu Varros De lingua Latina; erhalten sind auch dictata (Mitschriften von Studenten aus Pomponius’ Unterricht).[31]
- Ein in verschiedenen Fassungen überlieferter Kommentar zu den Dichtungen Vergils in Form von Scholien und Glossen.[32]
- Weitere antike Autoren, deren Werke Pomponius kommentierte, sind Cicero, Claudian,[33] Columella, Horaz, Lukan, Martial, Ovid, Quintilian,[34] Statius und Valerius Flaccus.

Ausgaben antiker Werke
- Viele Ausgaben von Werken antiker Autoren, darunter Donat (Ars minor), Festus (De verborum significatione), Plinius (Briefe, Bücher 1–9), Sallust, Silius Italicus, Terenz und Varro (De lingua Latina, die Erstausgabe von 1471).[35]

## Rezeption

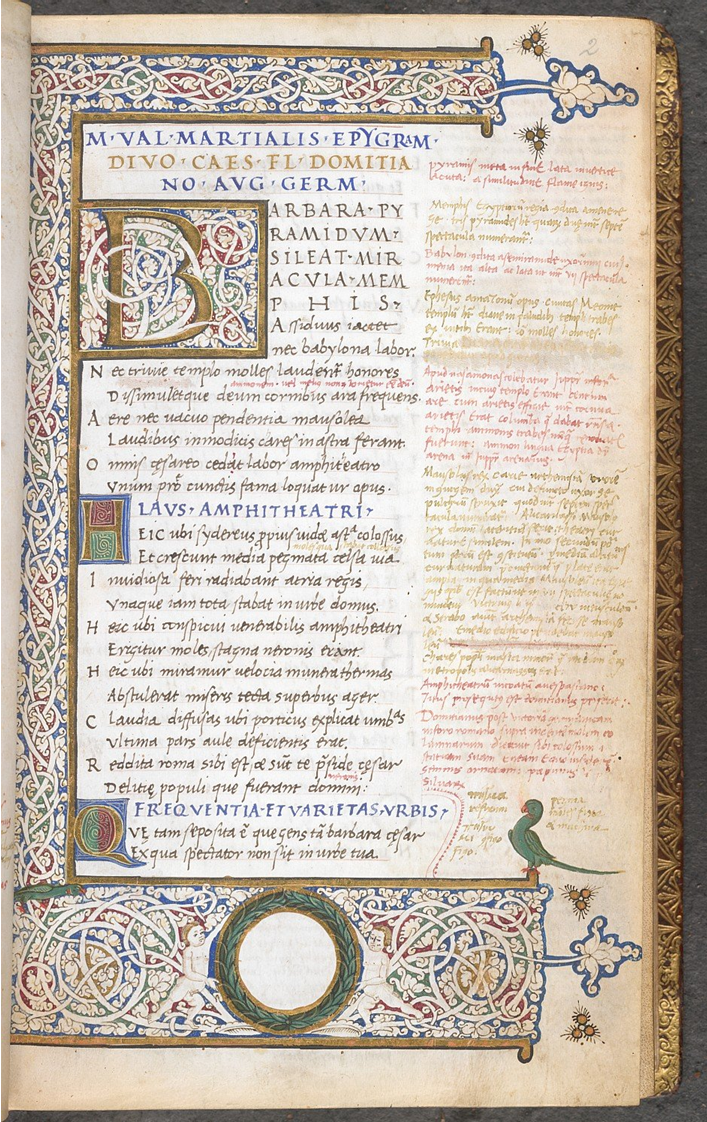
Humanistische Kursive, wahrscheinlich von Pomponius; Initiale und Zierleiste von Bartolomeo Sanvito

In der Frühen Neuzeit beanstandeten kirchlich orientierte Autoren die religiöse Haltung des Pomponius, doch wurden die Urteile der Nachwelt hauptsächlich von begeisterten Schilderungen aus seinem Schülerkreis geprägt. Marcantonio Sabellico verfasste eine Lebensbeschreibung des Gelehrten (Vita Pomponii), welche die Hauptquelle für dessen Leben ist; sie wurde 1499 publiziert. Weitere biographische Quellen aus dem Schülerkreis, die ein sehr positives Bild vermitteln, sind ein Brief von Michele Ferno (Iulii Pomponii Laeti elogium historicum, 1498) und die von Pietro Marso gehaltene Grabrede. Paolo Cortesi, ein Zeitgenosse des Pomponius, rühmte seinen eleganten Stil, Giovanni Pontano hob seine Sorgfalt hervor. Im frühen 16. Jahrhundert galt Pomponius als Autorität auf dem Gebiet der stadtrömischen Archäologie; Pietro Bembo schätzte ihn als Philologen.
Pomponius’ Handschrift beeinflusste den Paduaner Bartolomeo Sanvito, der zu seinem Kreis gehörte. Sanvito löste die Kursive in eine Folge von Einzelbuchstaben auf und gab ihr damit eine Form, in der sie für den Buchdruck geeignet war. Die Kursive, die der venezianische Drucker und Verleger Aldo Manuzio 1501 in den Buchdruck einführte, weist große Ähnlichkeit mit Sanvitos Schrift auf. Eine Anzahl von Handschriften des Pomponius, darunter Autographe, kam in den Besitz des Humanisten Fulvio Orsini, der sie der Vatikanischen Bibliothek hinterließ.
In der modernen Forschung sind die philologischen Leistungen des Pomponius unterschiedlich beurteilt worden. Sehr kritisch äußerte sich der Latinist Remigio Sabbadini. Er betonte die schlechten Griechischkenntnisse des Humanisten. Pomponius habe über keine textkritische Methode verfügt, seine Emendationen seien kühn und in der Prosodie fehlerhaft. Im Umgang mit seinen Quellen habe er sich zahlreiche Nachlässigkeiten zuschulden kommen lassen. Überdies habe er plagiiert, und manche seiner Angaben über antike Autoren und ihre Werke seien erfunden. Er sei zwar ein bedeutender Humanist und Förderer der Altertumswissenschaft gewesen, aber kein guter Philologe. In der neueren Forschung wird Sabbadinis Kritik relativiert, da sie sich an modernen Maßstäben orientiere; es wird darauf hingewiesen, dass zahlreiche Gelehrte des 15. und 16. Jahrhunderts Pomponius als hervorragenden Latinisten betrachteten.

## Ausgaben und Übersetzungen
- Maria Accame (Hrsg.): Vita di Marco Terenzio Varrone. In: Maria Accame: Pomponio Leto. Vita e insegnamento. Edizioni Tored, Tivoli 2008, ISBN 978-88-88617-16-9, S. 193–200 (kritische Ausgabe von Pomponius’ Lebensbeschreibung Varros mit italienischer Übersetzung)
- Shane Butler (Hrsg.): Angelo Poliziano: Letters, Band 1: Books I–IV. Harvard University Press, Cambridge (Massachusetts) 2006, ISBN 0-674-02196-7 (enthält Pomponius’ Briefwechsel mit Poliziano; lateinische Texte mit englischer Übersetzung)
- Isidoro Carini (Hrsg.): La „Difesa“ di Pomponio Leto. In: Nozze Cian – Sappa-Flandinet. 23 ottobre 1893. Istituto italiano d'arti grafiche, Bergamo 1894, S. 151–193
- Cesare D’Onofrio: Visitiamo Roma nel Quattrocento. La città degli Umanisti. Romana Società Editrice, Rom 1989 (enthält S. 269–291 den lateinischen Text der Excerpta a Pomponio dum inter ambulandum cuidam domino ultramontano reliquias ac ruinas Urbis ostenderet mit italienischer Übersetzung)
- Marc Dykmans (Hrsg.): La „Vita Pomponiana“ de Virgile. In: Humanistica Lovaniensia 36, 1987, S. 85–111 (kritische Ausgabe von Pomponius’ Lebensbeschreibung Vergils)
- Nicola Lanzarone (Hrsg.): Il commento di Pomponio Leto all’Appendix Vergiliana. Edizioni ETS, Pisa 2018, ISBN 978-88-46752-36-9 (kritische Ausgabe)
- Germain Morin (Hrsg.): Les distiques de Pomponio Leto sur les stations liturgiques du carême. In: Revue bénédictine 35, 1923, S. 20–23 (Stationes Romanae quadragesimali ieiunio, erste Fassung)
- Frans Schott (Franciscus Schottus) (Hrsg.): Itinerarii Italiae rerumque Romanarum libri tres, 4. Auflage, Antwerpen 1625, S. 505–508 (Stationes Romanae quadragesimali ieiunio, zweite Fassung)
- Giuseppe Solaro (Hrsg.): Pomponio Leto: Lucrezio. Sellerio, Palermo 1993 (kritische Ausgabe von Pomponius’ Lebensbeschreibung des Lukrez mit italienischer Übersetzung und Kommentar)
- Giuseppe Solaro (Hrsg.): Lucrezio. Biografie umanistiche. Edizioni Dedalo, Bari 2000, ISBN 88-220-5803-8, S. 10f., 25–30 (kritische Ausgabe von Pomponius’ Lebensbeschreibung des Lukrez)
- Roberto Valentini, Giuseppe Zucchetti (Hrsg.): Codice Topografico della Città di Roma. Band 1, Istituto Storico Italiano per il Medio Evo, Rom 1940, S. 193–258 (kritische Ausgabe von De regionibus et Urbis vetustatibus descriptio)
- Roberto Valentini, Giuseppe Zucchetti (Hrsg.): Codice Topografico della Città di Roma. Band 4, Istituto Storico Italiano per il Medio Evo, Rom 1953, S. 421–436 (kritische Ausgabe der Excerpta a Pomponio dum inter ambulandum cuidam domino ultramontano reliquias ac ruinas Urbis ostenderet)